# Педра (Пернамбуку)
Педра (порт. Pedra) — муниципалитет в Бразилии, входит в штат Пернамбуку. Составная часть мезорегиона Сельскохозяйственный район штата Пернамбуку. Входит в экономико-статистический  микрорегион Вали-ду-Ипанема. Население составляет 20 132 человека на 2007 год. Занимает площадь 803 км². Плотность населения — 26,8 чел./км².
Праздник города — 17 августа. 

## История
Город основан в 1881 году.

## Статистика
- Валовой внутренний продукт на 2005 год составляет 70 502 реалов (данные: Бразильский институт географии и статистики).
- Валовой внутренний продукт на душу населения на 2004 год составляет 3647 реалов (данные: Бразильский институт географии и статистики).
- Индекс развития человеческого потенциала на 2000 год составляет 0,601 (данные: Программа развития ООН).